# Choàng choạc Borneo
Dendrocitta cinerascens là một loài chim trong họ Corvidae.
Đây là loài đặc hữu của đảo Borneo. Loài này đôi khi được coi là một phân loài của choàng choạc Sumatra (D. constipitalis).